# آدولفو گارسیا کسادا
آدولفو گارسیا کسادا (اسپانیایی: Adolfo García Quesada‎؛ زادهٔ ۲۷ سپتامبر ۱۹۷۹) دوچرخه‌سوار اهل اسپانیا است. وی در مسابقات جیرو دیتالیا شرکت کرده است.